# Barrmaelia moravica
Barrmaelia moravica är en svampart som först beskrevs av Franz Petrak, och fick sitt nu gällande namn av Rappaz 1995. Barrmaelia moravica ingår i släktet Barrmaelia och familjen kolkärnsvampar.   Inga underarter finns listade i Catalogue of Life.